# Syracuse (New York)
Syracuse város az USA New York államában, Onondaga megyében, melynek megyeszékhelye. Lakosainak száma 148 620 fő (2020. április 1.).

## Népesség
A település népességének változása:
| Lakosok száma | 145 170 | 144 669 | 148 620 |
|               | 2010    | 2013    | 2020    |